# Windows Media Audio
Windows Media Audio (WMA) è una tecnologia di compressione dei dati audio sviluppata da Microsoft. Il nome può essere utilizzato per fare riferimento al suo formato di file o al codec audio. È una tecnologia proprietaria che fa parte del framework Windows Media.
WMA è costituito da quattro distinti codec: Il codec WMA originale, conosciuto semplicemente come WMA, è stato concepito come concorrente del popolare codec MP3 e RealAudio. WMA Pro, un codec più recente e più avanzato, supporta l'audio multicanale e ad alta risoluzione. WMA Lossless, un codec lossless (senza perdita di informazione), comprime i dati senza perdita di fedeltà audio (il formato WMA standard è con perdita di informazione). WMA Voice, mirato al contenuto della voce, applica la compressione utilizzando una gamma di bassi bitrate.

## Storia dello sviluppo
Il primo codec WMA era basato sul precedente lavoro di Henrique Malvar e la sua squadra, trasferita al team di Microsoft Windows Media. Malvar era un ricercatore senior e direttore del gruppo Signal Processing presso Microsoft Research, il cui team ha lavorato al progetto del codec. Il primo codec finale è stato inizialmente definito MSAudio 4.0. In seguito è stato distribuito ufficialmente come Windows Media Audio, facente parte di Windows Media Technologies 4.0. Microsoft ha affermato che WMA può produrre file di dimensione dimezzata rispetto a un file MP3 di qualità equivalente, inoltre ha affermato che un WMA a "64 kbit/s" corrisponde alla qualità "CD audio" di un MP3. Tuttavia l'affermazione è stata respinta da alcuni audiofili. RealNetworks ha contestato le affermazioni di Microsoft, in cui definisce la qualità audio dei WMA superiore anche ai file RealAudio.
La distribuzione delle varie versioni di WMA è avvenuta con: Windows Media Audio 2 nel 1999, Windows Media Audio 7 nel 2000, Windows Media Audio 8 nel 2001 e Windows Media Audio 9 nel 2003. Nel 1999 Microsoft ha annunciato i suoi piani di dare in licenza a terze parti la tecnologia WMA. Anche se nelle vecchie versioni di Windows Media Player i file WMA potevano essere riprodotti, il supporto per la loro creazione è stato aggiunto solo dalla settima versione in poi. Microsoft nel 2003 ha distribuito nuovi codec audio non compatibili con il codec WMA originale, questi codec sono: Windows Media Audio 9 Professional, Windows Media Audio 9 Lossless e Windows Media Audio 9 Voice.

## Formato contenitore
Un file WMA è nella maggior parte dei casi incapsulato o contenuto nel contenitore Advanced Systems Format (ASF), con una singola traccia audio in uno dei seguenti codec: WMA, WMA Lossless, WMA Pro o WMA Voice. Questi codec sono tecnicamente distinti e incompatibili tra loro. Il formato del contenitore ASF specifica come i metadati del file devono essere codificati, in modo simile ai tag ID3 utilizzati dai file MP3. I metadati possono includere il nome della canzone, il numero di traccia, il nome dell'artista e anche i valori di Normalizzazione audio.
Questo contenitore, in via opzionale, può supportare la gestione del Digital rights management (DRM) utilizzando una combinazione di Elliptic curve cryptography (ECC), cifratura DES, cifratura personalizzata, cifratura RC4 e la funzione di hash SHA-1.

## Riproduzione e lettori
Oltre a Windows Media Player, la maggior parte dei formati di compressione WMA possono essere riprodotti utilizzando ALLPlayer, VLC media player, MPlayer, RealPlayer, Winamp, il software di Zune (con alcune limitazioni — il supporto plugin DSP e DirectSound output è disattivato utilizzando il plugin WMA predefinito) e molti altri software media Player. Il software di gestione del Microsoft Zune supporta la maggior parte dei codec WMA, ma utilizza una variante di Windows Media DRM, che viene utilizzato da PlaysForSure.
Il progetto FFmpeg ha decodificato e reimplementato i codec WMA (tranne WMA Lossless) per permettere il loro uso su sistemi operativi POSIX come Linux. Il progetto rockbox ha ulteriormente esteso questo codec, in modo da permettere la riproduzione su lettori MP3 portatili e telefoni cellulari che eseguono software open source. RealNetworks ha annunciato di volere supportare in RealPlayer per Linux la riproduzione di file WMA non protetti da DRM. Per la piattaforma Macintosh, Microsoft ha distribuito nel 2003 una versione PowerPC di Windows Media Player ma il suo sviluppo è cessato. Microsoft attualmente sostiene il Flip4Mac Windows Media Components, un componente di terze parti di QuickTime che consente agli utenti di Macintosh di riprodurre file WMA in qualsiasi software che utilizza il framework di QuickTime. Flip4Mac, tuttavia, attualmente non supporta il codec Windows Media Audio Voice.